# Jak tam jest
Jak tam jest – album studyjny polskiego piosenkarza i kompozytora Seweryna Krajewskiego. Wydawnictwo ukazało się 21 lutego 2011 roku nakładem wytwórni muzycznej Sony Music. Gościnnie na płycie wystąpili: Anna Teliczan, Piotr Cugowski oraz Andrzej Piaseczny, który napisał wszystkie teksty na potrzeby albumu.
Płyta zadebiutowała na 1. miejscu listy OLiS w Polsce. W marcu 2011 roku album uzyskał status platynowej płyty sprzedając się w nakładzie 30 000 egzemplarzy.
Album nominowany został do nagrody polskiego przemysłu muzycznego Fryderyk 2012 w kategorii Album roku Pop.

## Lista utworów
1. "Widok ze wzgórza" (intro) (muz: Seweryn Krajewski, sł: Andrzej Piaseczny) - 2:53
2. "Ławeczka" (muz: Seweryn Krajewski, sł: Andrzej Piaseczny) - 3:14
3. "Dym" (oraz Andrzej Piaseczny i Piotr Cugowski) (muz: Seweryn Krajewski, sł: Andrzej Piaseczny) - 4:16
4. "Znowu pada" (oraz Anna Teliczan) (muz: Seweryn Krajewski, sł: Andrzej Piaseczny) - 2:51
5. "Innego dnia" (muz: Seweryn Krajewski, sł: Andrzej Piaseczny) - 3:18
6. "Na początek" (muz: Seweryn Krajewski, sł: Andrzej Piaseczny) - 4:02
7. "Dalej spiesz się" (muz: Seweryn Krajewski, sł: Andrzej Piaseczny) - 2:57
8. "Śpij spokojnie mój świecie" (muz: Seweryn Krajewski, sł: Andrzej Piaseczny) - 2:43
9. "Jutro proszę" (muz: Seweryn Krajewski, sł: Andrzej Piaseczny) - 2:15
10. "Jak tam jest" (muz: Seweryn Krajewski, sł: Andrzej Piaseczny) - 4:30
11. "Widok ze wzgórza (outro)" (muz: Seweryn Krajewski, sł: Andrzej Piaseczny) - 0:46

## Twórcy
| - Seweryn Krajewski – wokal, gitara - Andrzej Piaseczny – wokal i tekst - Piotr Cugowski – wokal - Anna Teliczan – wokal - Krzysztof Pszona – instrumenty klawiszowe, programowanie - Michał Grymuza – gitara - Piotr Żaczek – gitara basowa - Robert Luty – perkusja - Jan Smoczyński – instrumenty klawiszowe - Michał Barański – kontrabas - Sebastian Aleksandrowicz – obój | - Ewelina Kordy – wokal wspierający - Iwona Zasuwa – wokal wspierający - Irena Kijewska – wokal wspierający - Nickholas Sinckler – wokal wspierający - Royal String Quartet - Izabella Szałaj-Zimak – I skrzypce - Elwira Przybyłowska – II skrzypce - Marek Czech – altówka - Michał Pepol – wiolonczela |